# 鐘塔
鐘塔（しょうとう）とは、教会などにおいて鐘を収めるために独立して建てられた塔。日本語では仏教寺院などで梵鐘を吊るすために設けられる建物と同じく「鐘楼」と称することが多いが、建築学の文献等では教会建築のカンパニーレ（鐘塔）は鐘楼と別に立項されることもあり様式的には違いがある。

## 様式
鐘塔はゴシック建築などにみられるものでイタリア語のカンパニーレ（イタリア語: campanile）や英語のベルタワー（英語: bell tower）にあたる。教会本体の建物から独立せず接続しているものはベルフリーという。

## 著名な鐘塔
鐘塔を含む建築（一般的に「鐘楼」という訳が当てられている場合もある）
- サンタ・マリア・デル・フィオーレ大聖堂（フィレンツェ大聖堂）[1]
- ピサの斜塔[1]